# Abdul Qadir al-Badri
Abdul Qadir al-Badri (en árabe: عبد القادر البدري ) (n. 1921 - f. 2003) fue un político libio, primer ministro de Libia del 2 de julio de 1967 al 25 de octubre de 1967.

## Biografía
Nació en la región de Alumblytanih, cerca de la ciudad de Biar, a unos 62 kilómetros al este de la ciudad de Benghazi. Fue el único de sus padres, donde su padre y su madre murieron con su nombre. Él vivió como un pobre hombre pobre en ese momento y fue muy justo por parte de sus padres, quienes siempre lo llamaban por la abundancia de sus hijos para compensar la unidad que vivía sin hermanos o hermanas, Dios el Se casó con cuatro mujeres y tuvo hijos y 15 hijas. 18. Pertenece a la tribu "Cartago" Mujahid una de las tribus más grandes sin problemas. Asistió a escuelas primarias en escuelas religiosas y, en los primeros años de su vida, se dedicó a la agricultura y el comercio. Fue elegido para la Cámara de Representantes del gobierno de Barqa en 1950. También ha tenido éxito como miembro del círculo "Abyar" en todas las elecciones parlamentarias desde la independencia.
Ha ganado las elecciones de la Cámara de Representantes para el distrito de Abyear desde las tres sesiones electorales desde diciembre de 1952 hasta diciembre de 1960. En la Cámara de Representantes. Se convirtió en el primer ministro de agricultura del gobierno de Abdul Majeed Ka'bar en sus últimos días (septiembre-octubre de 1960). También tiene los Ministerios de Economía y Salud en el Gobierno de Pesca Mohamed Osman (octubre de 1960 a octubre de 1961), [1] y la industria en el gobierno de Hussein Mazzek (marzo a octubre de 1965), y es se convirtió en el primer ministro de vivienda y propiedad del gobierno en el mismo gobierno (octubre de 1965 a abril de 1967).